# Station Antwerpen-Waas
Station Antwerpen-Waas was een spoorweghalte van 1844 tot 1933 het eindpunt van spoorlijn 59 Antwerpen - Gent. Het lag tussen 1844 en 1875 aan de Sint-Michielskaai ter hoogte van de Sint-Michielsstraat (tussen Scheldekaai 18 en Scheldekaai 19 en werd later Scheldekaai 18B) en was door een veerdienst met het station Antwerpen-Linkeroever dat toen nog station Vlaams Hoofd heette verbonden. Door de rechttrekking van de Scheldekaaien moest het in 1875 ter hoogte van de Scheldestraat tussen Scheldekaai 16 en Scheldekaai 17 herbouwd worden. In 1877 werd het met een nieuwe spoorlijn langs de kaaien tussen het station Antwerpen-Zuid en het station Antwerpen-Dokken en -Stapelplaatsen verbonden. Na de bouw van de Sint-Annatunnel werd het station in 1933 gesloten en in 1935 afgebroken.

## Trivia
Het station stond ook bekend onder de bijnaam 'Pietje Waas' wat een verbastering was van het Franstalige "Pays de Waes" (Land van Waas).
Antwerpen-Berchem · Antwerpen-Centraal · Antwerpen-Dam · Antwerpen-Dokken en -Stapelplaatsen · Antwerpen-Harwich · Antwerpen-Haven · Antwerpen-Kiel · Antwerpen-Linkeroever · Antwerpen-Luchtbal · Antwerpen-Noord · Antwerpen-Noorderdokken · Antwerpen-Oost · Antwerpen-Schijnpoort · Antwerpen-Waas · Antwerpen-Zuid · Borgerhout · Ekeren · Ekeren-Brug · Fort 6 · Fort 7 · Fort 8 · Hoboken-Kapelstraat · Hoboken-Polder · Leugenberg · Merksem · Molenveld · Sint-Mariaburg · Wilrijk